# Bradfield House
Bradfield House est une maison de campagne classée Grade I située dans la paroisse d'Uffculme, Devon, Angleterre, au sud-ouest du village d'Uffculme.
C'est l'une des plus grandes demeures du Devon, considérablement agrandie vers 1860 par John Walrond Walrond, 1er baronnet (1818–1889), sur les plans de l'architecte John Hayward (architecte) (en), et intègre dans la structure victorienne la grande salle médiévale d'origine, l'une des plus grandes et des mieux conservées du comté.

## Description
La grande salle médiévale forme le noyau de la maison et ses hautes fenêtres sont visibles au centre de la façade est. Le salon et la salle espagnole sont ajoutés aux extrémités sud et nord au XVIe siècle, et celles-ci se projettent vers l'avant au-delà du mur extérieur d'origine de la salle. Un petit porche carré et la salle Oriel sont ajoutés respectivement en 1604 et 1592 et se trouvent dans les deux angles formés par les pignons en saillie. Vers 1860, un agrandissement majeur est réalisé, avec l'ajout d'une aile de service à l'ouest, doublant presque la taille de la maison, et une nouvelle façade d'entrée, avec un porche central à trois étages, est créée du côté sud.

### Intérieur

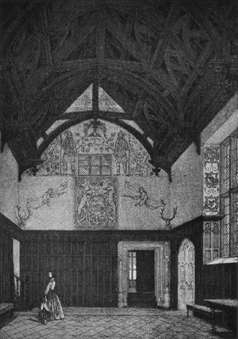
Grand Hall, Bradfield House

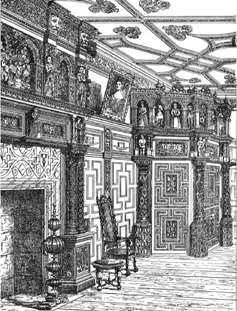
Le salon ou "salle espagnole", Bradfield House

La maison contient plusieurs éléments remarquables. La grande salle avec un toit à poutres en marteau du début du XVIe siècle, l'une des plus ornées du Devon, comparable à celles de Weare Giffard Hall et d'Orleigh Court. Il est rénové en 1860. Plusieurs blasons héraldiques de membres de la famille Walrond empalés avec les armoiries de leurs épouses sont peints sur les murs. La salle de musique, comme l'appelait la famille Walrond en 1910, Parlour ou "salle espagnole" contient un plafond en plâtre très décoré avec des nervures et des pendentifs et des boiseries exceptionnellement finement sculptées. Au-dessus des lambris se trouve une frise de cuir espagnol.

### Parc
La maison est entourée d'un parc qui conserve de nombreux spécimens magnifiques de cèdres. Le pavillon de la porte à l'entrée de la route sud demeure, mais appartient à une propriété distincte après le démembrement du domaine dans les années 1990. A proximité se trouve l'ancien Home Farm, avec une longue façade de briques percée d'une grande arche donnant sur la cour. Une écurie avec clocher et horloge est située à l'ouest de la maison. En 1875, les Walrond construisent la chapelle All Saints, conçue par Hayward, à l'est de la maison avec un accès en bordure de route, légèrement au sud de la porte d'entrée est.

## Manoir Bradfield
Le manoir de Bradfield est du XIIIe siècle jusqu'au début du XXe siècle le siège principal de la famille Walrond. En 1876, la baronnie Walrond "de Bradfield" est créée pour John Walrond, 1er baronnet (1818–1899) et le titre baron Waleran, avec une variante orthographique, est créé pour son fils William Walrond, 1er baron Waleran (1849–1925). A la mort de son fils le deuxième baron en 1966, les titres s'éteignent.
Après le départ de la famille Walrond, M. Lytebaum créé à Bradfield une école de garçons, connue sous le nom de "Bradfield House School", et reste jusqu'à sa fermeture le 23 juillet 1997. C'est un internat pour garçons accueillant des garçons avec problèmes émotionnels et comportementaux, le dernier établissement ayant été géré par le Devon County Council. En 1996, la police et des agents de protection de l'enfance ouvrent une enquête sur des allégations d'abus sexuels et physiques dans l'école, mais aucune preuve n'est découverte pour étayer ces allégations. En 1997, l'année de sa fermeture, les statistiques gouvernementales révèlent que de tous les jeunes comparaissant devant le tribunal de première instance de Cullompton, un tiers donne Bradfield House comme adresse. La maison est désormais une résidence privée.